# Anales de Connacht
Los Anales de Connacht, es una crónica medieval de Irlanda. Las entradas cubren desde 1224 hasta 1544, y proceden de un manuscrito compilado entre los siglos XV y XVI y por al menos tres cronistas, todos ellos posiblemente del Clan Ó Duibhgeannáin. 
La primera parte se inicia con la muerte del rey Cathal Crobhdearg Ua Conchobair de Connacht; excepcionalmente rico en detalles y mucha información sobre la vida cotidiana de Connacht durante el siglo XIII hasta mediados del siglo XIV, en particular enfocada a la familia Ó Conchobhair y Burke. Las citas, no obstante, pierden contenido especialmente en el siglo XVI. De todas formas, sigue siendo un documento valioso sobre temas que de otra forma hubiesen permanecido desconocidos en la historia de Connacht e Irlanda en general. 
Comparándolo con los Anales de Clonmacnoise, se revela una fuente primaria común para ambas obras, o quizás una sea una copia parcial de la otra.